# (5508) Gomyou
(5508) Gomyou es un asteroide perteneciente al cinturón de asteroides descubierto el 9 de marzo de 1988 por el equipo del Observatorio de Nihondaira desde el Observatorio de Nihondaira, Shimizu-ku, Japón.

## Designación y nombre
Designado provisionalmente como 1988 EB. Fue nombrado Gomyou en homenaje a Gomyou que está ubicado en el norte de la ciudad de Kakegawa, desde donde Hideo Nishimura descubrió el cometa C/1994 N1 y la nova V475 Scuti. Muchos visitante acuden a este lugar a disfrutar viendo las estrellas.

## Características orbitales
Gomyou está situado a una distancia media del Sol de 2,843 ua, pudiendo alejarse hasta 3,478 ua y acercarse hasta 2,209 ua. Su excentricidad es 0,223 y la inclinación orbital 6,767 grados. Emplea 1751,71 días en completar una órbita alrededor del Sol.

## Características físicas
La magnitud absoluta de Gomyou es 12,4. Tiene 15,358 km de diámetro y su albedo se estima en 0,093. 